# باغلوجه بیات
باغلوجه بیات، روستایی از توابع بخش مرکزی شهرستان زنجان در استان زنجان ایران است. جمعیت روستا نزدیک به ۲۰۰ نفر هست  از ترک های اصیل و اصالتا تبریزی و اردبيلی هستن و در زمان حکومت قاجار و اواخر پادشاهی احمد شاه از شهر های مانند مشکین شهر و میانه وارد زنجان و در باغلیجار ساکن شدن بیشتر مردم مشغول کشاورزی و دامپروری هستن باغلیجار یا همون باغلوجه بیات داری باغ های بسیار زیبا و کوه و تپه های وسیع هست دارای آب و برق و گاز است باغلیجار در جاده تبریز و ۲۵ کیلومتری زنجان واقع شده‌ است باغلیجار از چند طایفه تشکیل شده است که بیشترین جمعیت آن هارا سلطانی و بیات و بقیه طوایف تشکل میدهند شایان به ذکر است قبل از ورود این طوایف به  باغلیجار مردمان قبلی این روستا ازین مکان به جای دیگری کوچ کرده بودند

## جمعیت
این روستا در دهستان زنجانرودبالا قرار دارد و براساس سرشماری مرکز آمار ایران در سال ۱۳۹۵، جمعیت آن ۲۰۰ نفر (۶۰خانوار) بوده‌است.